# Сарсак-Арема
Сарсак-Арема (тат. Сарсак Әрәмә) — опустевшая деревня в Агрызском районе Республики Татарстан России. Входит в состав Сарсак-Омгинского сельского поселения.

## История
Деревня основана в 1869 году; также была известна как Малый Серсак. До 1921 года деревня входила в состав Большекибьинской волости Елабужского уезда Вятской губернии. С 1927 года — в составе Агрызского района Татарстана.

## География
Деревня Сарсак-Арема находится в северо-восточной части Татарстана, на расстоянии 37 км к юго-западу от города Агрыз и на расстоянии 8 км к западу по автодорогам от центра поселения, на речке Биер-Сарсак.

### Часовой пояс
Деревня Сарсак-Арема, как и весь Татарстан, находится в часовой зоне МСК (московское время). Смещение применяемого времени относительно UTC составляет +3:00.

## Население
| 1887 | 1905 | 1926 | 1938 | 1958 | 1970 | 1989 | 2002 | 2010 |
| ---- | ---- | ---- | ---- | ---- | ---- | ---- | ---- | ---- |
| 178  | 263  | 227  | 219  | 114  | 59   | 9    | 8    | 4    |

Национальный состав
Согласно результатам переписи 2002 года, в национальной структуре населения русские составили 87 %.

## Инфраструктура
Объекты инфраструктуры в деревне отсутствуют.

## Улицы
В деревне единственная улица — Ареминская.